# Sommarlustområdet, Kristianstad

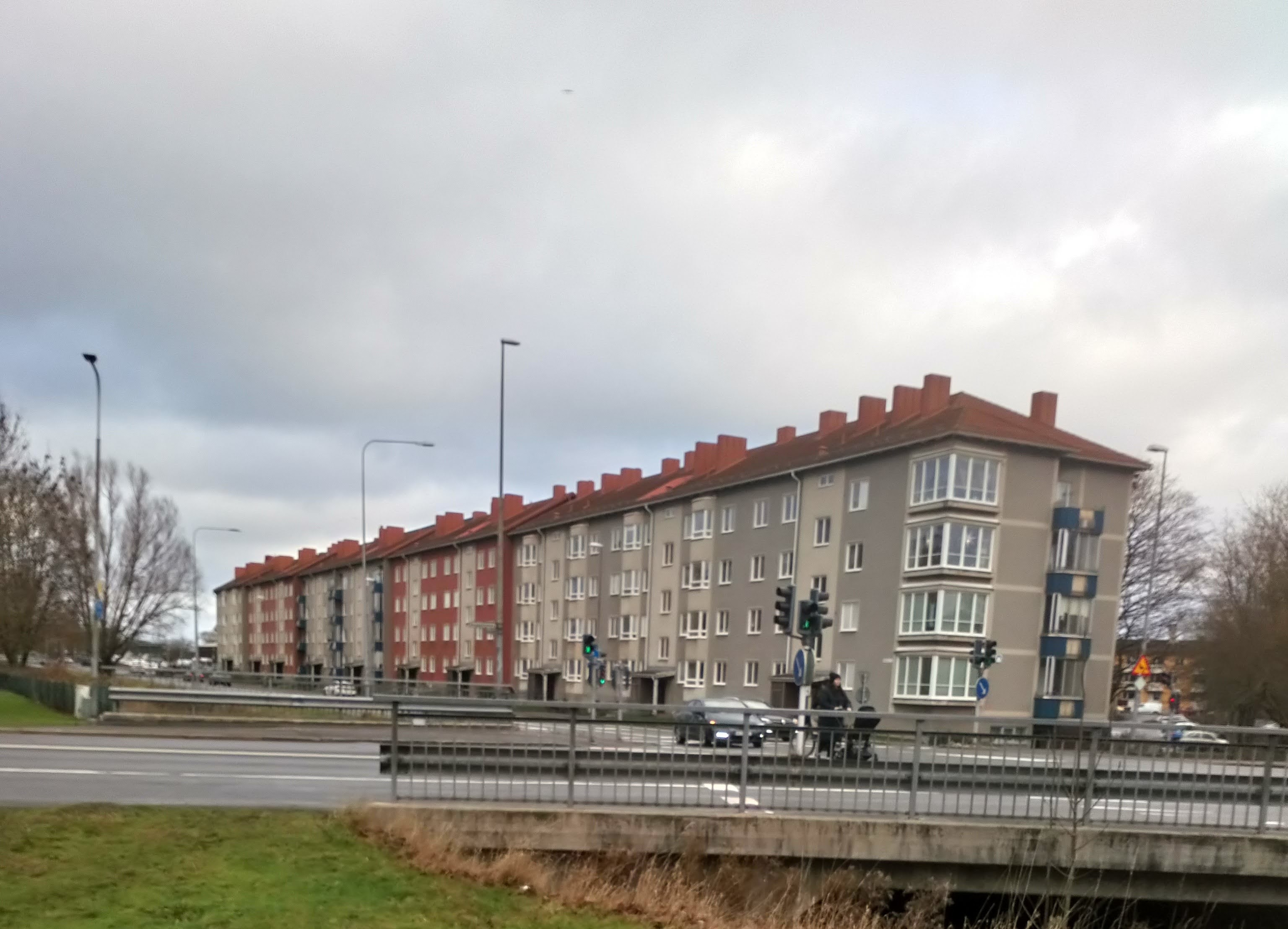
Kvarteret Valthornet vid Kanalgatan i Kristianstad. Byggt 1949 av AB Kristianstadbyggen

Sommarlustområdet och Östra Fäladen är ett bostadsområde byggt i huvudsak från 1959 till 1964. Det ursprungliga bostadsområdet ligger mellan järnvägen och Råbelövskanalen, och delar av området var tidigare soptipp för Kristianstad stad. I söder begränsas området av Näsbychaussén och i norr av Tegelbruksvägen som utgör gräns mot Kulltorp. Öster om Kanalgatan norr om Sommarlust har ett bostadsområde växt fram med flerbostadshus i form av punkthus byggda 1999 till 2018.

## Historia

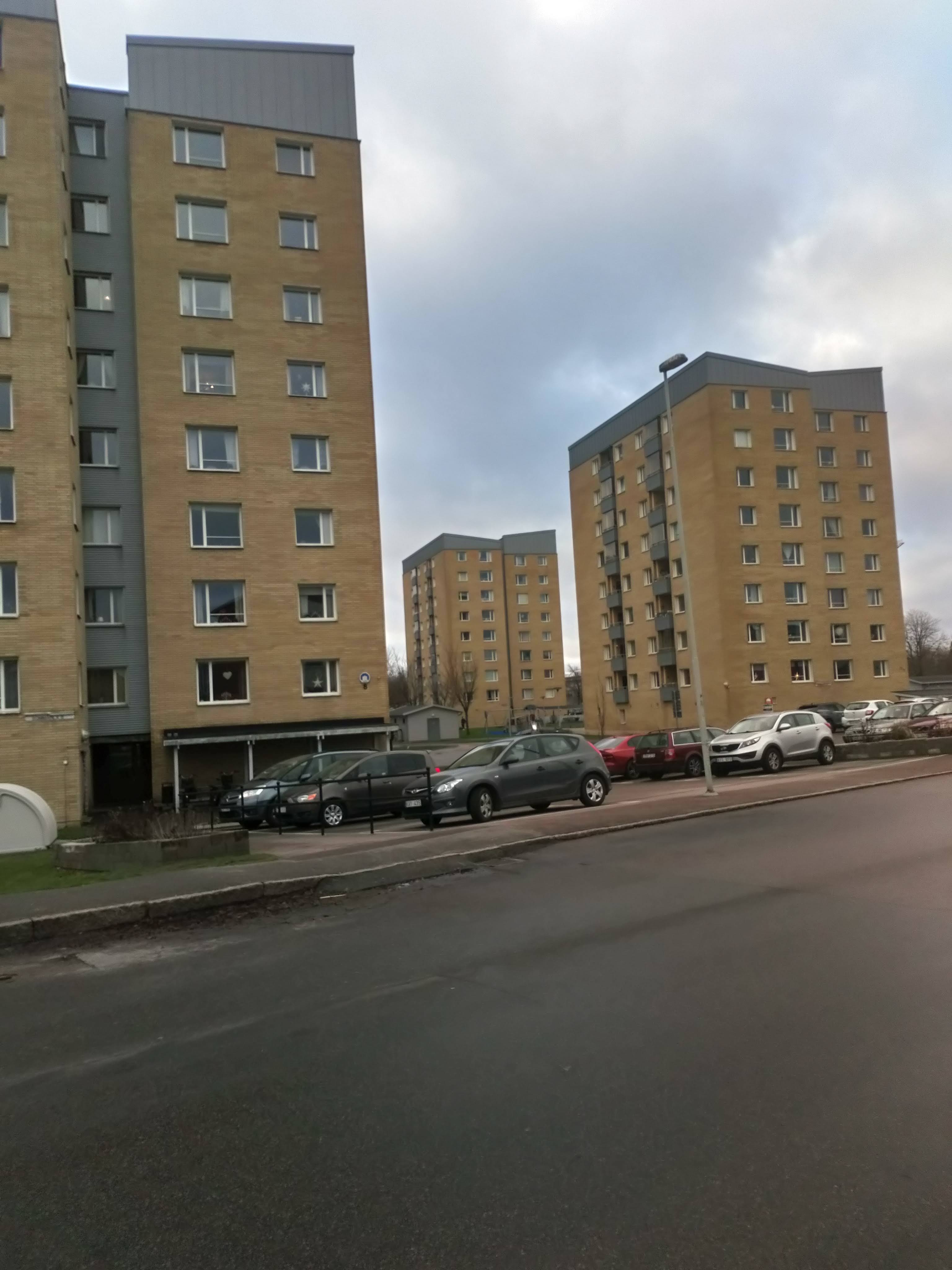
Åttavånings punkthus byggda av ABK i kvarteret Hästen, ursprungligen putsade fasader senare försedda med gult fasadtegel

Stadsdelarna i nordöstra staden har vuxit fram allteftersom staden expanderat. Fram till 1870-talet, då Nosabyviken invallades, var stora delar av området sjöbotten eller fuktiga strandängar vid Nosabyviken. Egna hem började byggas på 1910-talet, följt av Parkstaden på 1940-talet och Lyckans höjd på 1950-talet och sedan Sommarlust/Fäladen och Kulltorp på 1960-talet och slutligen Österäng och Möllebacken i Nosaby på 1970-talet. Nosaby var en gammal kyrkby, som har behållit delar av sin karaktär trots att byn vuxit ihop med övriga staden. En stor del av delområdet ligger på mycket låglänt mark i den torrlagda Nosabyviken.
Utbyggnaden av Egna hem bortom Prästallén nådde fram till nöjesparken Sommarlust. Strax norr om Prästallen byggdes Parkskolan 1944, skolan skulle försörja även den nyare bebyggelsen på Sommarlust och Östra Fäladen.
Efter kvarteret Valthornet byggde ABK (AB Kristianstadsbyggen) Lyckans Höjd och sedan började Sommarlustområdet bebyggas. Först byggdes 4 åttavåningshus i kvarteret Hästen som stod färdiga 1960. I kvarteret byggdes 128 lägenheter. Norr om kvarteret Hästen låg Kristianstad stads gamla soptipp. Därför finns det förorenad mark i stadsdelen Fäladen som delvis är byggd på utfyllnad och deponi. Östra Fäladen byggdes under åren 1959 till 1964. Sammanlagt byggde ABK 474 lägenheter på området. Det var Riksbyggens huvudkontor som stod för planritningen och Skanska som byggde området. Totalt kostade alla hus som byggdes av AKB 7 586 000 kr, alltså bara omkring 15 000 kr per lägenhet. Det förklarar att månadshyrorna var på bara ett par hundra kronor i månaden.
.

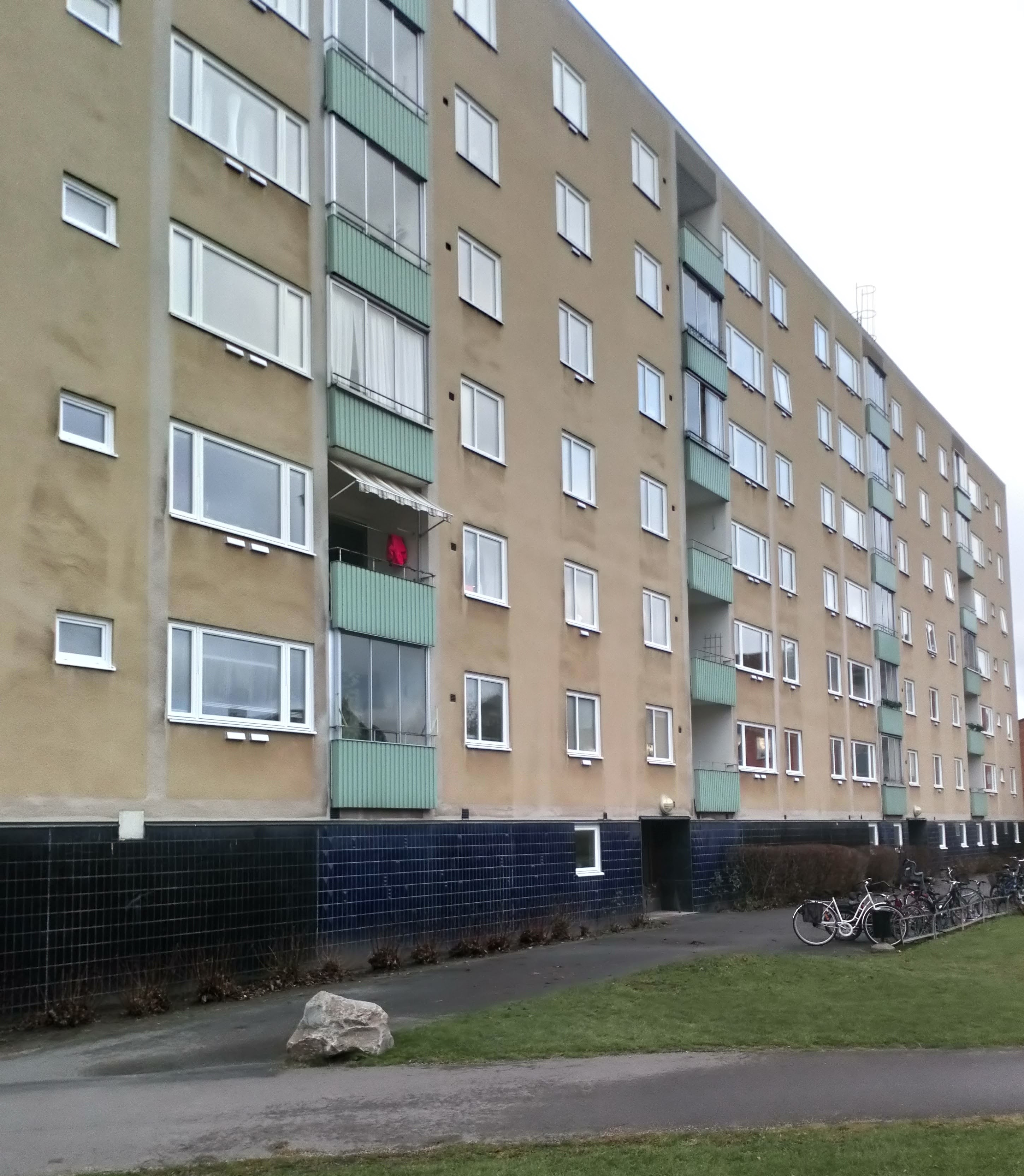
Sexvåningshus på Östra Fäladen (Sommarlustområdet) byggt som vindskydd utmed järnvägen

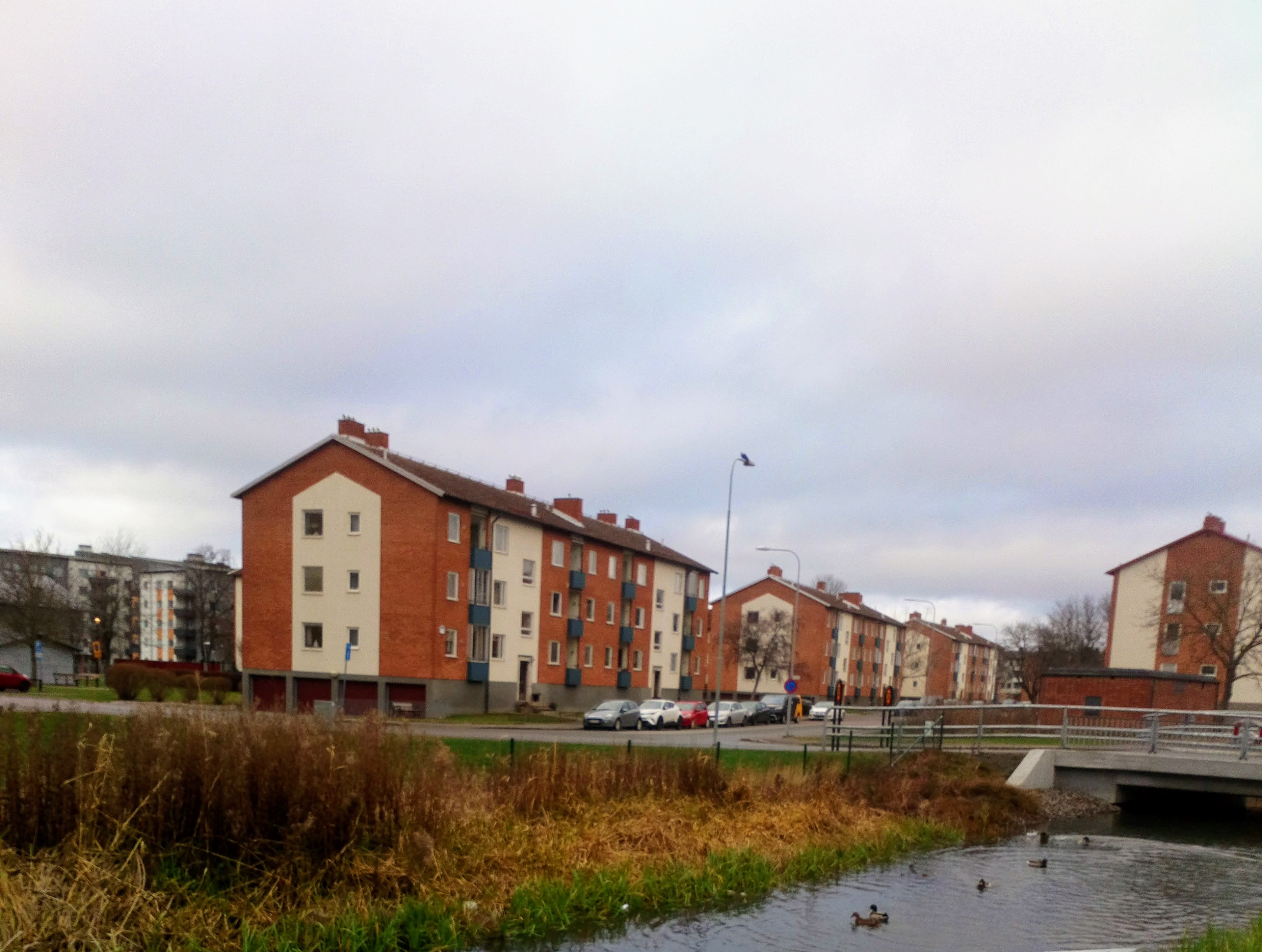
Trevåningshus på Östra Fäladen (Sommarlust) i Kristianstad byggda i rött tegel. I förgrunden Råbelövskanalen

Norr om gamla renhållningsbolaget strax intill järnvägen byggdes först ett putsat sexvåningshus som skyddade för vinden. Väster om Oxhagsvägen byggdes sedan trevånings lamellhus i rött tegel. I början på Oxhagsvägen fanns trevåningshus även öster om Oxhagsvägen. Lite längre norrut byggdes femvåningshus mellan Oxhagsvägen och Råbelövskanalen. Buller är problem i  bostadsområdet på Östra fäladen men bara närmast järnvägen.  I början fanns en mindre ICA-butik på Oxhagsvägen i kvarteret Kalven. Den konkurrerade med konsumbutiken som ursprungligen låg i Kinesiska muren (Kvarteret Valthornet) där det senare blev postlokal under många år. Konsumbutiken flyttade under tidigt 1960-tal till nya lokaler i anslutning till Sommarlust. ICA-butiken lades senare ned. Råbelövskanalen som går genom delområdet bedöms ha måttlig ekologisk potential. Översvämning är en risk i stora delar av området vid skyfallsliknande regn.
Framför Sommarlust fanns en större parkeringsplats. Lite norr om ingången till Sommarlust byggdes efter att Folkets Hus på Kapellgatan revs 1979 Fackens Hus som ersättning. Norr om detta fanns Sommarlust förskola som byggdes 1971. Tekniska förvaltningen bedömde att Sommarlust förskola på grund av byggnadens ålder, konstruktion, byggnadssätt samt allmänna status måste ersättas med en ny byggnad. Förskolan revs efter årsskiftet 2019/2020 för att ge plats åt en ny förskola. Barnen flyttades under byggtiden till paviljonger vid Österänggymnasiet.
Norr om förskolan fanns ett obebyggt öppet område som under 1960-talet och senare användes för att slå upp cirkustält då staden besöktes av cirkusar. På detta område byggdes norrut mot Kulltorp Kristianstads ishall 1969. På området mellan ishallen och Sommarlust fanns Kristianstads korpfotbollsplaner. Det öppna området började bebyggas av Riksbyggen 1999 och byggnationen fortsatte  2006 till 2008. Det var då Skanska som byggde enligt konceptet Moderna Hus med en halvering av byggtiden jämfört med traditionella, platsbyggda flerfamiljshus. Ett punkthus byggdes 2006 och två 2008. Husen var sex och sju våningar höga. Husen vid Frans Wibergs väg har sedan blivit fler. Under 2018 uppfördes tre punkthus om totalt 121 lägenheter med adresserna Frans G. Wibergs Väg 7, 9 och 11.

## Översiktsplan 2021
Sommarlust/Östra Fäladen ingår i det större planområde nordöstra staden som omfattar stadsdelarna Lyckans höjd, Egna hem, Fäladen, Östra Kasern, Sommarlust, Österäng, Kulltorp, Nosaby och Möllebacken. Stadsdelscentrum finns bara i Österäng och bara delvis i Sommarlust. Dagligvaruhandel på Österäng försörjer den egna stadsdelen och Sommarlust försörjer främst Fäladen och Egna hem. Bostäder dominerar i alla stadsdelar av nordöstra staden. Björket och parkstråket mot Nosaby är viktigaste grönområdena i området.
Lyckans höjd har nära till centrum och även till Sommarlust medan Möllebacken, Kulltorp och Nosaby saknar närhet till stadsdelscentrum. Tillgången till service ökar ju närmare centrum man kommer och i de äldre bostadsområdena som Egna hem, Lyckans höjd och Fäladen finns på flera platser lokaler för handel, service och kontor i bottenvåningar. Det finns cirka 10 förskolor och 7 grundskolor inom hela det stora delområdet nordöstra staden, främst koncentrerade till den sydvästra delen av området.
De viktigaste stråken för cykel- och kollektivtrafik är Kanalgatan och Prästallén medan Nosabyvägen och Gustav Hellströms väg är betydelsefulla för biltrafiken. Trafikinfrastrukturen kräver inga större förändringar i delområdet. Några korsningar med hög olycksstatistik behöver åtgärdas vid Snapphanevägen och Kanalgatan. Cykelvägnätet i delområdet behöver kompletteras med en sträcka utmed Nosabyvägen. Järnvägen  mot Blekinge och industriområdet är påtagliga barriärer mot väster. Planområdets har kvarvarande jordbruksmark i norr och öster.
Området föreslås i planen 2021 få färre förändringar i markanvändningen, Andra delområden har av kommunen setts som viktigare att utveckla. En mindre nybyggnation föreslås eftersom området saknar förutsättningar för förtätning. Ny bebyggelse föreslås bara vid de kärnor och stråk som är utpekade i utvecklingsstrategin. Grönområde föreslås utvecklas vid det så kallade Stordiket i öster. Detta grönområde blir viktigt för hela staden. Ny bebyggelse i planförslaget innebär omkring 350 nya bostäder inom den tid planen omfattar. Området har 5 490 bostäder (enligt SCB bostadspak. 2018-12-31) och 350 bostäder utgör en ökning på cirka 6 % .Delområdets förtätning  föreslås vid Sommarlust och Östra Kasern för att skapa starkare stråk och stadsdelscentrum, men även i norra delen av området vid Nosaby. Inom området finns behov av en ny grundskola med särskoleavdelning och förskola och tillhörande idrotts- och fritidsanläggningar.

## Trafik och decentralisering
För Lyckans höjd, Egna hem, Fäladen och västra delen av Kulltorp är Kanalgatan det naturliga stråket in mot centrum. Grönområdet Björket fungerar som en barriär mellan centrum och stadsdelarna Österäng, Kulltorp, Nosaby och Möllebacken. Flerfamiljshusen är samlade i Parkstaden, Lyckans höjd, Fäladen och Österäng medan Egna hem, Kulltorp, Nosaby och Möllebacken domineras av villor. Flerfamiljshusen är placerade som fria längor i parkmark enligt funktionalismens ideal. Större institutionsbyggnader finns i anslutning till Björket vid Lasarettsboulevarden.
Kristianstad översiktsplan från 2021 har decentralisering som ett av sina mål. Stadens stadsdelar ska ha egna stadsdelscentrum med handel, service, kultur, näringsliv och rekreation. Med stadsdelscentrum närmare människorna skapas viktiga funktioner med mötesplatser och servicen ligger inom gång och cykelavstånd. Noder för kollektivtrafiken kan skapas på samma platser. Det är viktigt att det finns parker och naturområden inom näravstånd. Ledorden för detta är närhet och hållbarhet. Exempel på satsningar på decentralisering i kommunen är till exempel flytten av badet till Näsby, ombyggnaden av Vä centrum och de nya planerna på omvandling av Sommarlust.

## Grönstrukturer
Sommarlustparkens kvaliteter ska utvecklas för att skapa fler funktioner för de kringboende och de nya bostäder som ska byggas där ska ges bättre kvalité  i närområdet även till de bostäder som redan finns i Sommarlustområdet. Området har flera förskolor, och dessa har behov av parkmark och dess kvaliteter i sin pedagogiska verksamhet. Naturmark finns i det angränsande Björket, som har ett välutvecklat stigsystem och används  flitigt av de boende runt området. Den slutna skogen upplevs dock av en del som otrygg. I förlängningen av Björket norr om Österäng finns parkstråk som är viktiga för denna stadsdel. I de östra delarna föreslås utveckling av ett större grönområde längs med Stordiket med möjlighet för rekreation och naturvård. Järnutfällningar från den torrlagda sjöbotten bör kunna åtgärdas så att järnföroreningar inte drabbar Råbelövskanalen så hårt. I anslutning till det så kallade stordiket föreslås att den så kalladse Prästaskogen utvecklas till rekreationsområde. De lågt liggande delarna av före detta Nosabyviken är mindre lämpade för bostadsbebyggelse på grund av markförhållanden, begränsad avrinning och riskhantering vid kraftiga regn. Annan parkmark med sina möjligheter för goda upplevelse och rekreations-funktioner är mycket sparsamt förekommande i stadsdelen. Sommarlustparken var tidigare Folkets park och hade en större utbredning. Parken är nu mindre och ganska spartansk med gräsytor och en del äldre spridda träd. Sommarlustparkens återstod  är viktig för delområdet eftersom den erbjuder andra upplevelsekvaliteter än Björket. Sommarlustparken behöver utvecklas och förnyas för att möta det ökande antalet boende i området och närbelägna förskolor. Parkmarken är begränsad men grönytor finns även på kvartersmark vid flerfamiljshus och villor.
Planförslaget kan nå de övergripande målen planerad markanvändning och strategier. De befintliga bostäderna i delområdet är av god kvalitet. Möjliga förtätningar vid Sommarlust och Östra Kasern bidrar till att stärka  dagligvaruhandel och service. Nya skollokalerna vid Östra Kasern försörjer södra delen av delområdet. En ny torgplats vid Sommarlust blir en ny offentlig plats med ny bebyggelse som stärker livsmiljön. Utveckling av grönområdena vid Prästaskogen och Stordiket erbjuder möjligheter för förebyggande av översvämningar och rekreation.